# Вінаякапала
Вінаякапала (Вінаякапаладева) — індійський магараджахіраджа з династії Гуджара-Пратіхари. Ім'я складається з двох частин — «Вінаяка» (один з синонімів бога Ганеша) і «пала» (захисник).

## Життєпис
Син Махендрапали II. За різними відомостями онук Магіпали I або Вінаякапали. Останнього деякі вчені розглядають як співволодаря свого брата Магіпали I. З огляду на це молодший Вінаякапала позначається як Вінаякапала II.
Про нього відомостей обмаль через нетривалий термін панування — з 954 до 955 року. В одній з написів названий «захисником землі». Також є предметом дискусії стосунки з раджою Дхангою з клану
Чандела, який, на думку більшості дослідників, саме в цей час оголосив про офіційну незалежність.
Йому спадкував якісь родич Магіпала II, який панував близько одного року — до 956 року. Такі короткі проміжки правління вважаються ознакою внутрішньої боротьби за владу серед Гуджара-Пратіхарів. Новим магараджахіраджою став Віджаяпала.